# Шарп, Джон (политик)
Сэр Джон Генри Шарп (англ. John Henry Sharpe; 8 ноября 1921 — 11 июля 1999) — бермудский бизнесмен и государственный деятель, премьер-министр Бермудских островов (1975—1977).

## Биография
Высшее образование получил в Канаде. По возвращении на родину в 1939 г. работал в компании The Purvis Limited. Во время Второй мировой войны служил в Бермудском Добровольческом стрелковом корпусе и Королевских канадских ВВС. В послевоенное время возглавлял The Purvis Limited, затем стал председателем Банка Бермудских островов.
Представлял Объединенную бермудскую партию. В 1963—1993 гг. — депутат Палаты собрания Бермудских островов.
- 1968—1975 гг. — министр финансов,
- 1975—1977 гг. — премьер-министр Бермудских островов.

В 1977 г. королевой Елизаветой II был возведен в рыцарское достоинство.